# Ngrandu Lor
Ngrandu Lor is een bestuurslaag in het regentschap Jombang van de provincie Oost-Java, Indonesië. Ngrandu Lor telt 3730 inwoners (volkstelling 2010).